# Derrick Alexander
Derrick Scott Alexander (född 6 november 1971 i Detroit, Michigan) är en f.d. Amerikansk fotbollsspelare. På planen spelade han som wide receiver. Han har spelat för lagen Cleveland Browns, Baltimore Ravens, Kansas City Chiefs och Minnesota Vikings i National Football League.